# 3400 Aotearoa
3400 Aotearoa је астероид са средњом удаљеношћу од Сунца која износи 1,934 астрономских јединица (АЈ).
Апсолутна магнитуда астероида је 14,1.